# Климово (Ібресинський район)
Кли́мово (рос. Климово, чув. Кĕлĕмкасси) — село у складі Ібресинського району Чувашії, Росія. Адміністративний центр Климовського сільського поселення.
Населення — 1015 осіб (2010; 1058 у 2002).
Національний склад:
- чуваші — 99 %